# Терлюкевич, Анна Ивановна
А́нна Ива́новна Терлюке́вич (бел. Ганна Іванаўна Церлюкевіч; род. 15 августа 1987, Старобин, Минская область), в девичестве Драбе́ня (бел. Драбеня) — белорусская легкоатлетка, специалистка по спортивной ходьбе. Выступает за сборную Белоруссии по лёгкой атлетике с 2005 года, победительница и призёрка первенств республиканского значения, участница двух летних Олимпийских игр. Мастер спорта Республики Беларусь международного класса.

## Биография
Анна Драбеня родилась 15 августа 1987 года в городском посёлке Старобин Солигорского района Минской области Белорусской ССР.
Впервые заявила о себе на международном уровне в сезоне 2005 года, когда вошла в состав белорусской национальной сборной и выступила на Кубке Европы по спортивной ходьбе в Мишкольце, где финишировала пятой в юниорской гонке на 10 км и стала второй в командном зачёте юниорок.
В 2006 году на Кубке мира в Ла-Корунье стала одиннадцатой и третьей в личном и командном зачётах юниорок соответственно. Стартовала в ходьбе на 10 000 метров на юниорском мировом первенстве в Пекине, но во время прохождения дистанции была дисквалифицирована.
В 2007 году в ходьбе на 20 км показала 14-й результат на молодёжном европейском первенстве в Дебрецене.
На Кубке мира 2008 года в Чебоксарах заняла в дисциплине 20 км 58-е место.
В 2009 году показала 24-й результат на Кубке Европы в Меце, одержала победу на чемпионате Белоруссии в Гродно, тогда как на молодёжном европейском первенстве в Алитусе получила дисквалификацию.
В 2010 году среди прочего заняла 36-е место на Кубке мира в Чиуауа.
В 2011 году закрыла тридцатку сильнейших на Кубке Европы в Ольяне.
На Кубке мира 2012 года в Саранске финишировала 30-й. Выполнив олимпийский квалификационный норматив (1:33:30), удостоилась права защищать честь страны на летних Олимпийских играх в Лондоне — в программе 20 км показала время 1:31:58, расположившись в итоговом протоколе соревнований на 23-й строке.
В 2013 году заняла 14-е место на Кубке Европы в Дудинце, финишировала четвёртой на Универсиаде в Казани, показала 15-й результат на чемпионате мира в Москве.
В 2014 году заняла 27-е место на Кубке мира в Тайцане, с личным рекордом 1:29:39 стала девятой на чемпионате Европы в Цюрихе.
На соревнованиях в Белоруссии в 2015 году Драбеня провалила допинг-тест — в её пробе обнаружили следы запрещённого препарата триметазидина. В итоге 31 марта 2016 года спортсменку отстранили на два года.
По окончании срока дисквалификации в 2017 году Анна Драбеня возобновила спортивную карьеру.
В 2020 году уже под фамилией Терлюкевич выиграла чемпионат Белоруссии в Минске в дисциплинах 5000 и 10 000 метров. Имея результат выше олимпийского квалификационного норматива (1:31:00), благополучно прошла отбор на Олимпийские игры в Токио — на сей раз в зачёте ходьбы на 20 км с результатом 1:37:22 заняла 31-е место.
В 2021 году на командном чемпионате Европы по спортивной ходьбе в Подебрадах сошла с дистанции в 20 км.
За выдающиеся спортивные достижения удостоена почётного звания «Мастер спорта Республики Беларусь международного класса».